# Chi Vi tử
Sporoxeia là chi thực vật có hoa trong họ Mua.

## Các loài
- Sporoxeia clavicalcarata C. Chen
- Sporoxeia latifolia (H.L. Li) C.Y. Wu & Y.C. Huang ex C. Chen
- Sporoxeia sciadophila W.W. Sm. (đồng nghĩa: S. hirsuta, S. latifolia var. fengii): Vi tử rập, vi tử phún.

### Chưa dung giải
- Sporoxeia blastifolia C.Hansen: Vi tử leo
- Sporoxeia imparifolia C.Hansen
- Sporoxeia ochthocharioides C.Hansen: Vi tử
- Sporoxeia petelotii C.Hansen
- Sporoxeia rosea C.Hansen: Vi tử hồng, vi tử hường